# Neossiosynoeca
Neossiosynoeca is een geslacht van vlinders van de familie sikkelmotten (Oecophoridae), uit de onderfamilie Oecophorinae.

## Soorten
- N. agnosta Turner, 1935
- N. scatophaga Turner, 1923